# Fenty Beauty
Fenty Beauty («FEИTY») — американский косметический бренд, выпущенный певицей Рианной в 2017 году. Популярен благодаря широкому ассортименту оттенков средств для кожи. Компания была названа одним из лучших изобретений 2017 года журналом Time.

## История бренда
В июне 2014 года Рианна пометила свою фамилию Фенти для использования в ряде продуктов, что привело к предположению, что она начнет работать не только над своей музыкой.
Певица запустила «Fenty Beauty» в 2017 году, когда ей было 29 лет. Ранее она сотрудничала с MAC Cosmetics, а также выпустила 10 ароматов через Parlux Ltd, но FB была ее первым брендом сольной косметики. Она разработала линию с роскошным конгломератом LVMH, подписав в 2016 году соглашение о производстве Fenty Beauty через подразделение Kendo LVMH. Kendo Holdings Inc является компанией «инкубатора», которая производит косметику в виде продуктов с белой этикеткой для продажи через косметическую сеть Sephora, еще одну дочернюю компанию LVMH, а также через другие торговые точки.
Рианна создала Fenty Beauty, чтобы обеспечить включение всех оттенков кожи в косметические предложения, включая обширные предложения для людей с более глубокими тонами кожи.

## Запуск
В США линия запускалась в магазинах и на веб-сайте Sephora, а также на сайте Fenty Beauty. В Великобритании FB изначально была эксклюзивной для универмагов «Harvey Nichols», до тех пор, пока в мае 2019 года не было объявлено, что линия также станет доступной в аптеках главной улицы Boots UK. Косметику бренда можно приобрести через Интернет или в магазине более чем в 15 странах. Fenty Beauty прибыла в Саудовскую Аравию, которая рассматривается как потенциально прибыльный рынок для бренда, а продажи косметики в стране достигли рекордно высокого уровня.

## Признание
Продукты Fenty Beauty получили международное признание за широкий ассортимент предлагаемых оттенков, в частности, за включение более темных оттенков в первые 40, а затем 50 различных цветов для своего Pro Filt’R, устраняющий давно критикуемый разрыв в предложениях косметической индустрии для чернокожих и других цветных женщин. Последующие запуски новых продуктов и новых линий подвергались критике за неспособность соответствовать новому стандарту, установленному Fenty Beauty, например, линия Ким Кардашьян Уэст «KKW Beauty», Tarte’s Tape Shape Foundation и т. д.
Также в марте 2018 года Дэниэл Калуя, номинант на премию «Оскар» за лучшую мужскую роль в главной роли в фильме «Прочь», появился на красной ковровой дорожке этой премии с макияжем от Fenty Beauty Pro Filt’R (в частности, оттенки 480 и 490). Журнал «Time» описал его как «светящегося». В британском издании The Huffington Post Патриция Экал сказала, что его «росистое сияние» вывело взгляд без макияжа на другой уровень". Мужское использование косметики было «не необычным», но, тем не менее, новость «приятно удивила» поклонников.

## Прибыль
В первый месяц существования бренд Fenty Beauty зафиксировал $72,0 млн США в заработанной медиа-ценности (показатель маркетингового успеха), опередив некоторые другие известные бренды, такие как Kylie Cosmetics, Benefit Cosmetics, Urban Decay, KKW Beauty и NYX. Также в первый месяц бренда контент, связанный с Fenty Beauty, получил на YouTube 132 миллиона просмотров.
По словам Бернара Арно, председателя и главного исполнительного директора компании LVMH, продажи Fenty Beauty достигли почти €500 млн ($573 млн) к концу 2018 года. Издание «Forbes» сообщил, что после 15 месяцев работы, в 2018 году, Fenty Beauty заработала $570 млн США. Вся операция стоит $3 млрд США, из которых 50 % принадлежит LVMH.

## Награды
Fenty Beauty была названа в списке журнала «Time» одним из 25 лучших изобретений 2017 года вместе с марсианским космическим кораблем NASA InSight, Apple iPhone X, Pro Hijab Nike и Tesla Model 3. Издание процитировало 40 оттенков основы FB, которые были быстро распроданы.
Компания также выиграла награду WWD Beauty Inc в 2017 году за начало года в престижном секторе.